# Severus von Trier
Severus von Trier war seit etwa 445/446 Bischof von Trier.

## Leben
Er stand in engen Kontakt zu Germanus von Auxerre und Lupus von Troyes (* um 383; † um 478). Severus war wohl in den 430er Jahren einer der Schüler des Lupus.
Sein Amtsantritt wird aus dem Ende der Amtszeit des Leontius von Trier geschlossen. Er hat den Germanus auf dessen zweiter Reise nach Britannien zur Bekämpfung des Pelagianismus begleitet. Diese Reise wird meist für die Jahre 446/447 angesetzt.
Er hat auch unter den in der Germania prima lebenden germanischen Stämmen wie den Rheinfranken und Alamannen missioniert. Damit wurden frühere Ansätze, den kirchlichen Einfluss auf die Region der unteren Mosel und den Mittelrhein auszudehnen, fortgeführt.
Eine spätere Tradition berichtet, dass er als erster ein päpstliches Privileg für die Trierer Kirche erhalten hätte.

## Verehrung
In der Diözese Trier wird er am 15. Oktober verehrt. Die Bollandisten nennen auch den 16. März.